# Los Angeles Stock Exchange
La  Los Angeles Stock Exchange est une Bourse des valeurs américaine fondée en 1899, qui a été un grand marché régional d'actions et d'obligations, situé à Los Angeles, dans l'État américain de Californie, et a continué à fonctionner après 1934 sous la surveillance de la Commission des opérations de bourse américaine avant de fusionner avec sa voisine de San Francisco en 1957 pour constituer le "Pacific Stock Echange".

## Histoire
La Los Angeles Stock Exchange a été fondée au cours d'une réunion formelle en 1899: elle s'appelle d'abord le Los Angeles Oil Exchange, et regroupe rapidement 22 actions cotées, venant des districts de Los Angeles, Santa Barbara, et Fresno, où du pétrole a été découvert peu avant. Parmi les pétroliers qui l'ont fondé, Wallace Hardison, l'un des créateurs de l'Union Oil. Après que John D. Rockefeller ait pris le contrôle de la Western Pennsylvania oil fields, Hardison, Lyman Stewart étaient venus à Santa Paula, en Californie en 1883 pour explorer les nouveaux champs pétroliers, en fondant la société Hardison & Stewart Oil Company. Thomas Bard et Paul Calonico les ont ensuite rejoints pour former l'Union Oil Company of California. Hardison vendra ses parts pour investir dans une mine d'or au Pérou, la Santo Domingo.
La première session de trading de la Los Angeles Stock Exchange ouvre le 1er février 1900 et dès le mois de décembre le nouveau marché est rebaptisé "Los Angeles Stock Exchange", pour signifier son ouverture à tous les secteurs. La Bourse des valeurs de Los Angeles devait déménager, après trente ans d'activités, dans un bel immeuble mais la cérémonie d'inauguration était prévue quelques jours après  la date du 29 octobre 1929, qui a vu la bourse s'effondrer, au cours de l'épisode du Krach de 1929,débouchant sur une période de période très difficile la bourse aux États-Unis mais aussi en Europe. La bourse des valeurs a quand même pu bénéficier finalement d'un immeuble de style moderne dessiné par Samuel Lunden, à l'adresse 618 South Spring, qui a ouvert ses portes en 1931 et qui sera le siège de la bourse jusqu'en 1986.
En 1957, la Los Angeles Stock Exchange a fusionné avec d'autres marchés boursiers régionaux américains, parmi lesquels la Bourse de San Francisco, pour former le Pacific Coast Stock Exchange, avec des parquets de négociation maintenues dans les différentes villes, rebaptisé en 1973, "Pacific Stock Exchange". Ce dernier a commencé le trading des options en 1976, qui deviendra son point fort.